# 1. FC Pforzheim
El 1. FC Pforzheim fue un equipo de fútbol de Alemania que jugó en el Campeonato Alemán de fútbol, la desaparecida primera división de fútbol del país.

## Historia
Fue fundado el 5 de mayo de 1896 en la ciudad de Pforzheim del estado de Baden-Wurtemberg y fue uno de los equipos fundadores de la Asociación Alemana de Fútbol en 1900. En 1906 ganó el Campeonato de fútbol de Alemania Meridional venciendo en la final del Karlsruher FV y con ello clasifica al Campeonato Alemán de fútbol por primera vez, llegando a la final nacional que pierde 1-2 ante el VfB Leipzig en Nuremberg.
Luego de ese día, el club pasó en las posiciones intermedias del campeonato regional, terminando como subcampeón regional en 1913 y 1914. Al finalizar la Primera Guerra Mundial el club pasó en las divisiones distritales en los años 1920.
Luego de la restructuración del fútbol alemán a causa del Tercer Reich el club pasa a jugar en la Gauliga Baden, de la que fue subcampeón en tres ocasiones a finales de los años 1930, permaneciendo en la liga hasta que esta desaparece en 1945 a causa de la Segunda Guerra Mundial.
Al finalizar la Segunda Guerra Mundial el club pasa a jugar en la 2. Oberliga Süd, una de las ligas que conformaban la segunda división del fútbol alemán, en la que permaneció hasta la creación de la Bundesliga de Alemania en 1963, donde luego pasó a jugar en la Regionalliga Sud, la recién creada segunda división nacional, liga en la que jugó las primeras cuatro temporadas hasta descender en 1967, acumulando una permanencia de 17 temporadas consecutivas en la segunda división alemana.
En 1967 juega en la Amateurliga Nordbaden, en la que luego de 12 temporadas desciende en 1979. En 1985 logra el ascenso a la Oberliga Baden-Württemberg y dos años después logra la clasificación a la Copa de Alemania por primera vez luego de ser campeón de la Copa de Baden, siendo eliminado de la copa nacional en la tercera ronda por el SV Werder Bremen.
En 1989 juega la Copa de Alemania por segunda ocasión, en la que fue eliminado 1-3 por el Fortuna Dusseldorf eliminando en el camino al VfL Bochum que en ese entonces era equipo de la Bundesliga de Alemania. En 1991 estuvo cerca del ascenso a la 2. Bundesliga pero fue eliminado en la ronda de clasificación.
Tras varios años de bajar de categoría a causa de los cambios en el fútbol alemán en 2004 el club acumuló una deuda de un millón de euros y se declararon en bancarrota que los llevó a descender al fútbol aficionado. En 2006 regresa a la Oberliga Baden-Wurtemberg de la que descendió tras una temporada.
En junio de 2010 el club se fusiona con sus rivales del VfR Pforzheim para crear al 1. CfR Pforzheim.

## Palmarés
- Campeonato de fútbol de Alemania Meridional: 1

1906
- Kreisliga Südwest: 2 (I)

1921, 1923
- Bezirksliga Baden: 1 (I)

1932
- Oberliga Baden-Württemberg: 1 (III)

1991
- Verbandsliga Nordbaden: 2 (VI)

1985, 2006
- Landesliga Nordbaden: 1 (II)

1949
- Copa de Baden: 3 (Tiers III-VII)

1987, 1989, 1993